# Prva pomoć
Prva pomoć se odnosi na mjere i postupke kojima se pomaže ozlijeđenoj ili oboljeloj osobi na mjestu događaja, da bi se spasio ljudski život, izbjegla prijeteća opasnosti ili ublažavanje zdravstvenih poteškoća prije stizanja stručne pomoći (liječnika, hitne medicinske službe, službe za spašavanje ili drugih kvalificiranih zdravstvenih djelatnika. To uključuje poziv hitne pomoći, osiguranje mjesta nesreće te pomoć ranjeniku ili osobe sa zdravstvenom poteškoćom.
Vježbe hitne pomoći odnose se primjerice na sljedeće vještine: 
- Ponašanje na mjestu nesreće
- Hitna pomoć ili mjere za spašavanje života prije dolaska hitne pomoći
- Poziv hitne pomoći

## Unutarnje poveznice
- Umjetno disanje
- Šok